# Pelea callejera

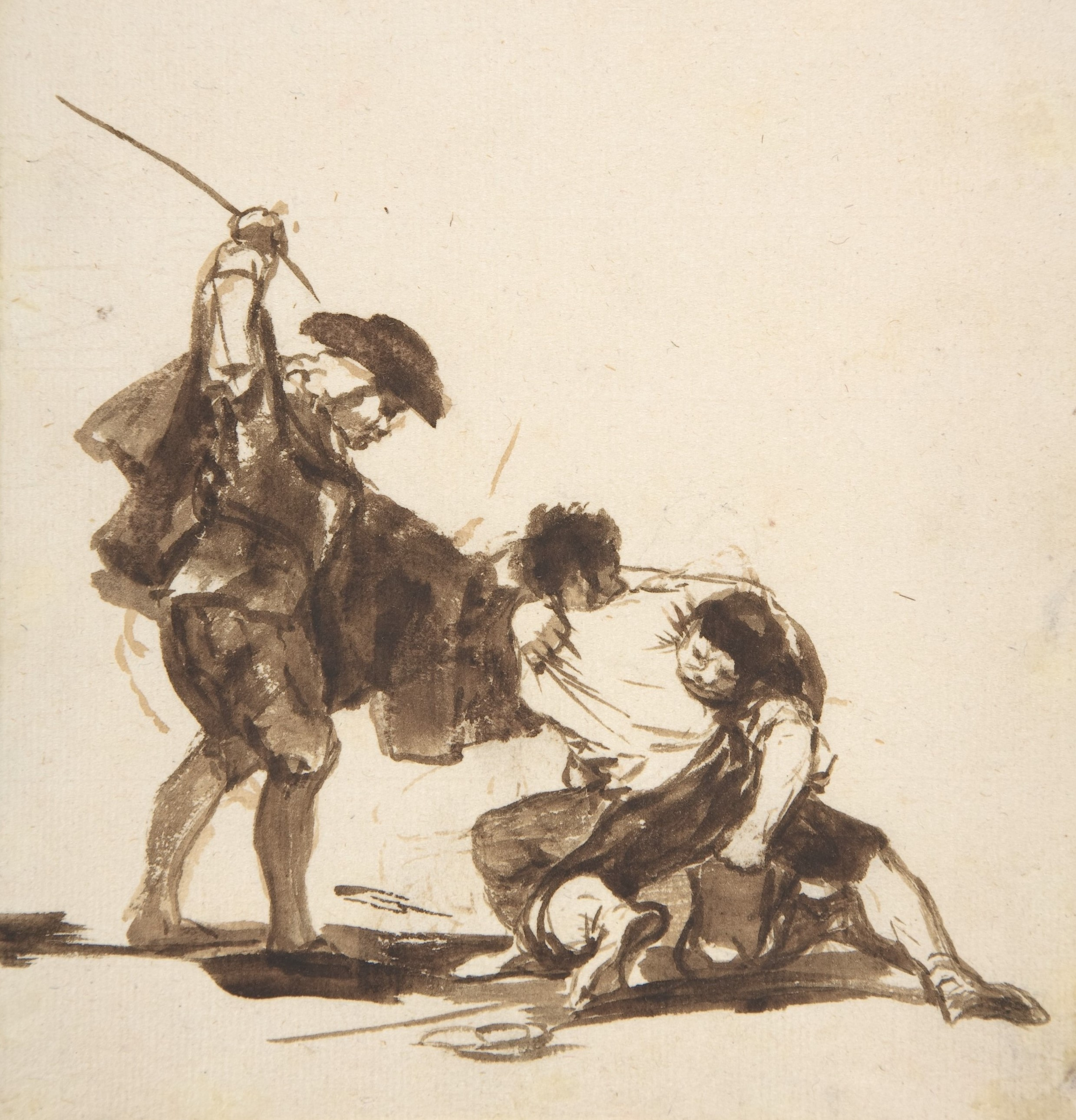
Hombre interfiriendo en una pelea callejera, de Francisco de Goya (1812 – 1820)

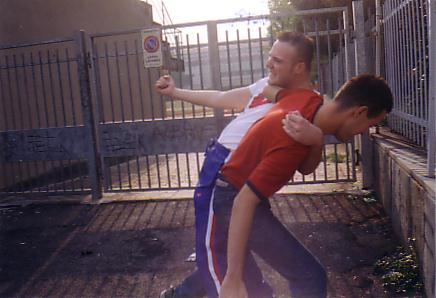
Pelea callejera.

Una pelea callejera o lucha callejera es un enfrentamiento físico entre dos personas o grupos de personas en un lugar público.
A diferencia de la lucha deportiva, una pelea callejera puede incluir armas y múltiples oponentes, y su principal rasgo es su ausencia de normas; su resultado tiende a ser lesiones graves o incluso la muerte. Suele tener lugar en lugares públicos, tal como calles y plazas. Algunas peleas callejeras pueden estar relacionadas con pandillas.
Una situación típica podría involucrar a dos hombres discutiendo en un bar, luego uno sugiere salir afuera, donde comienza la pelea. Por lo tanto, a menudo es posible evitar la pelea retrocediendo, mientras que en defensa propia, una persona intenta activamente escapar de la situación, usando la fuerza si es necesario para garantizar su propia seguridad. En algunas comunidades de artes marciales, la pelea callejera y la autodefensa suelen considerarse sinónimos.
La principal diferencia entre pelea callejera y defensa personal es que la pelea callejera es una situación evitable, mientras que una situación de defensa personal no. La otra característica es que la pelea callejera denota una intención de luchar desde ambos lados. Una situación típica en ella son dos hombres discutiendo en un bar y uno sugiriendo abandonar el establecimiento para empezar la lucha en la calle. Por ello, es posible rechazar el enfrentamiento, mientras que en defensa personal, la persona intenta activamente escapar de una situación forzada, utilizando la fuerza si es necesario para salvaguardar su integridad física.

## Historia
La evidencia de luchas humanas se remonta a hace 430.000 años en España, donde se encontró un cráneo fósil con dos fracturas aparentemente causadas por el mismo objeto, lo que implica un ataque letal intencionado. Otro registro de luchas humanas tempranas es uno que ocurrió hace entre 9.500 y 10.500 años en Nataruk, Kenia. La pelea de cazadores-recolectores era una pelea grupal en la que participaban tanto hombres como mujeres, así como niños. Estaban armados con cuchillas y proyectiles de flechas. La lucha era para proteger sus bienes de valor, como tierras, alimentos y recursos hídricos, y sus tribus o familias, o para responder mortalmente a la amenaza del encuentro entre dos grupos de personas.

## Características

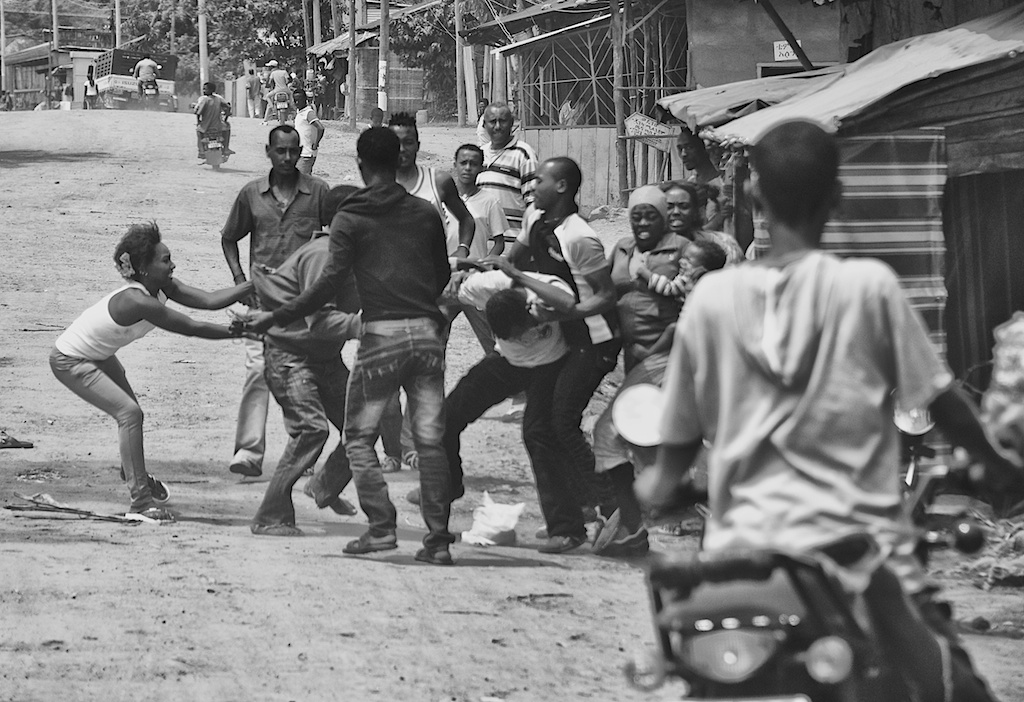
Pelea callejera en Jimma, Etiopía.

Las peleas callejeras pueden planificarse con anticipación u ocurrir repentinamente, independientemente del lugar y la hora. La frecuencia de las agresiones físicas se basa en las tasas de criminalidad, el nivel de pobreza y la accesibilidad a las armas. En las peleas callejeras, cualquiera puede ser un oponente, incluidos amigos, familiares o incluso extraños. Las peleas callejeras suelen comenzar con un estallido de emociones como ira, miedo e indignación. Estas peleas no duran mucho, generalmente duran minutos o incluso segundos y el resultado de la pelea es impredecible debido al hecho de que es poco probable que los participantes conozcan las habilidades, fortalezas o debilidades de los demás.
La escena puede ir más allá de lo esperado con la introducción de armas o la participación de alguien de la multitud, ya sea intencional o no. En el pasado, sólo cuando los oponentes morían se podía considerar al otro participante como ganador. De manera similar, en la actualidad, el combate sólo termina cuando uno se rinde o ambos no pueden continuar, cuando alguien de la multitud, la policía o un guardia de seguridad detiene la pelea o "interviene" o cuando uno de los combatientes muere. A pesar de las consecuencias brutales y potencialmente mortales, la disposición de la gente a cometer violencia ha aumentado con el tiempo, aumentando el peligro de peleas callejeras.

## Causas
Las causas de las peleas callejeras son variadas. Originalmente, las peleas callejeras eran una forma de defenderse. En la Edad de Piedra, las luchas tenían como objetivo principal la supervivencia: proteger el territorio, asegurar los recursos y defender a las familias. Según Mike Martin, profesor de estudios bélicos en Londres, “los humanos luchan para alcanzar estatus y pertenencia. Lo hacen porque, en términos evolutivos, estas son las rutas más seguras hacia la supervivencia y una mayor reproducción”.
A medida que los humanos evolucionan, surgen nuevos conflictos para satisfacer necesidades más sofisticadas. Los propósitos de las peleas callejeras cambiaron para resolver conflictos interpersonales. Estos conflictos podrían ser estratificación, malentendidos, discursos de odio o incluso represalias. Por ejemplo, en zonas que no están bajo vigilancia policial ni dominadas por la delincuencia, se cree que la violencia es la justificación de una reputación y un orgullo superiores. En otras palabras, la gente participa en peleas callejeras para obtener dominio debido al estatus social otorgado al gobernante. En otro ejemplo, los hombres mostraron su valor en el sentido de que la autoestima de sus oponentes está a punto de ser destruida por sus insultos, humillaciones y vilipendios a los que recurre la violencia. Además, algunas peleas son impulsadas por el alcohol. El alcohol en sí no conduce directamente a la violencia, pero actúa como catalizador, permitiendo que los aplausos de la multitud o las provocaciones de los oponentes enciendan la lucha entre los combatientes. Dado que el consumo de alcohol afecta negativamente la función cerebral, las personas con ebriedad no logran evaluar la situación, lo que a menudo resulta en reacciones exageradas y peleas impredecibles.

## Efectos

### Biológico
Se teoriza que ciertas características biológicas del linaje Homo han evolucionado con el tiempo como un medio para mitigar las lesiones causadas por el combate cuerpo a cuerpo. La robustez facial, que incluye rasgos como la fuerza del músculo aductor de la mandíbula y el tamaño del arco superciliar, puede ofrecer un efecto protector contra el combate. Los aductores de la mandíbula se estiran como un medio para absorber la energía del golpe con el fin de reducir la probabilidad de dislocación de la mandíbula y prevenir fracturas. Los dientes poscaninos pueden haber evolucionado para ser más grandes y gruesos para permitir que la energía del golpe se transfiera desde la mandíbula al cráneo. Además, la proporción de las manos humanas ha evolucionado de una manera que permite la formación de un puño, algo que no era posible en las especies pre-Homo.

### Salud física y mental
Las consecuencias de las peleas callejeras son innegablemente peligrosas y críticas. Ambos bandos de los combatientes están expuestos a problemas de salud física a corto o largo plazo. Esta mala salud incluye discapacidades temporales y permanentes, fracturas, pérdidas parciales de partes del cuerpo, lesiones graves o la muerte. Por ejemplo, las caras, otras partes de la cabeza y el cuello y el tórax son las partes del cuerpo más afectadas y representan el 83%, el 4% y el 2% de las fracturas, respectivamente, entre todas las lesiones. Además de la salud física, las enfermedades mentales también son el resultado de la participación directa en agresiones físicas, es decir, síntomas de estrés postraumático, abuso de sustancias y depresión. Los sentimientos extremos de culpa que experimentan algunos perpetradores después de un evento violento pueden conducir al suicidio.
La participación en peleas callejeras no sólo afecta a los participantes, sino que también influye colateralmente en los familiares y amigos de los participantes, especialmente en los niños pequeños. La exposición traumática en niños pequeños a experiencias tan negativas a menudo conduce a reacciones de estrés postraumático como miedo, tristeza, entumecimiento, timidez, mal humor, trastornos alimentarios, dificultad para dormir o pesadillas. Los adultos también tienen una alta probabilidad de afrontar un trauma aunque no sufran ninguna lesión directa. Las peleas callejeras también pueden tener una influencia negativa sobre los testigos y la sociedad con un aumento de los nacimientos prematuros, un aumento de la tasa de mortalidad y traumas comunitarios. Tal exposición a la violencia puede resultar en influencias acumulativas sobre la condición física que requieren un tratamiento personalizado para acceder a todos los aspectos de la experiencia violenta.

### Legalidad
Las peleas callejeras suelen ser ilegales debido a que alteran el orden público. Dependiendo de las leyes de cada localidad y de la gravedad de la situación, los participantes pueden ser castigados con una multa o prisión. En Australia del Sur, por ejemplo, la pena máxima por el delito de pelear en público es una multa de 1.250 dólares o tres meses de prisión. En Nueva Gales del Sur, Australia, las personas involucradas en una pelea que podría intimidar al público pueden ser acusadas por la policía del delito de riña con una pena máxima de diez años de prisión. Si se causa alguna lesión durante la pelea, la gravedad de la lesión afectará la penalización de los participantes. Las lesiones intencionadas, especialmente, darán lugar a penas más severas. Uno puede seguir siendo responsable de las lesiones de la víctima incluso si las lesiones no fueron causadas directamente por esa persona sino por otra que participó en la pelea. Si alguien muere, todos los miembros del grupo que estén involucrados en el asalto pueden ser acusados de asesinato, sin importar quién haya infligido el golpe fatal. La legítima defensa es generalmente demasiado limitada para ofrecer protección.

## Clubes clandestinos de peleas callejeras

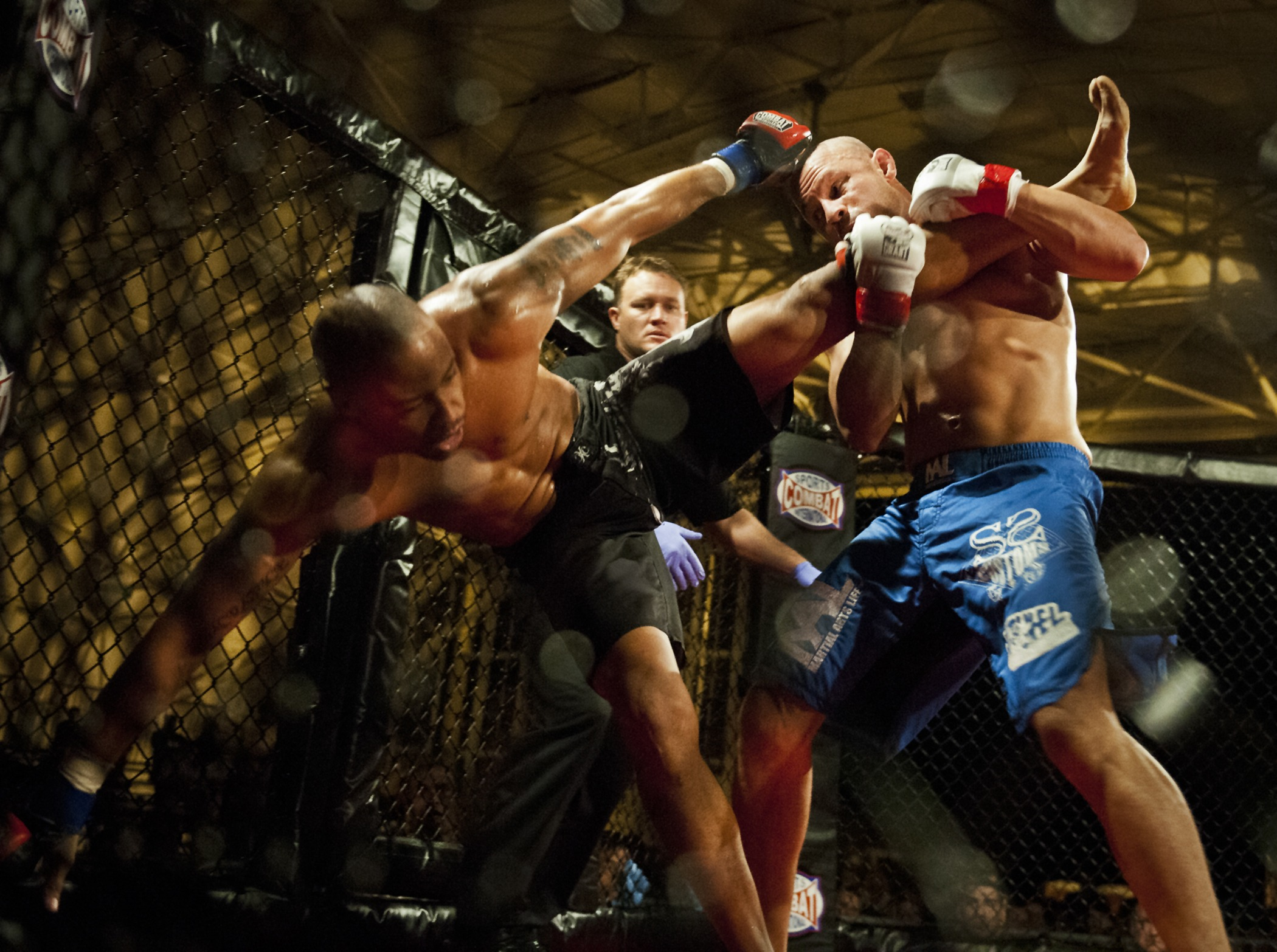
Pelea callejera de kickboxing entre dos hombres en un club clandestino.

Las peleas callejeras solían ocurrir en la oscuridad, fuera de la vista de la comunidad. Sin embargo, con la exposición a las redes sociales, las peleas callejeras se han vuelto más transparentes. Los organizadores que ayudan con la organización profesional de peleas callejeras se conocen como "clubes", y se administran basándose en el dinero. Estos clubes pueden albergar peleas clandestinas de aficionados o profesionales. En Nueva York, los luchadores profesionales son aquellos que compiten por el premio (dinero o regalo) que tiene un valor monetario superior a $75 dólares. Por el contrario, las peleas de aficionados, también conocidas como 'fumadores', se refieren a peleas no autorizadas donde no se requieren salvaguardias ni regulaciones.
A pesar de que algunos clubes de pelea ilegales todavía funcionan dentro de la competencia de los autorizadores, algunos clubes de pelea callejera incluso obtienen la aprobación de las autoridades, lo que significa que estas entidades sancionadoras funcionan bajo la supervisión de un regulador certificado. Algunos requisitos adicionales para peleas profesionales promulgados por la Comisión de Atletismo del Estado de Nueva York (NYSAC) incluyen:
- Revisiones médicas a los participantes antes y después del combate.
- Una asistencia mínima de un médico designado por la comisión y una ambulancia con personal médico equipado con kits de reanimación adecuados para estar en el lugar.
- Se debe proporcionar seguro médico a los participantes.
- El lugar debe cumplir con los requisitos de seguridad.

Se requieren controles médicos previos a la pelea para garantizar que los participantes no estén involucrados con drogas o enfermedades infecciosas como VIH, hepatitis o cualquier otra enfermedad. Cualquier pelea que no cumpla con las reglas y regulaciones del autorizador se considera ilegal y los participantes tendrán que enfrentar sanciones legales. El lugar de la pelea se cambia cada vez para protección confidencial y se anunciará el día de la pelea. Los promotores son los encargados de buscar diferentes locaciones para albergar estas peleas donde se pueden encontrar ring de boxeo bajo techo, gimnasios o colchonetas de gimnasio con barricadas en forma de multitud. Se utilizan como disfraz para no llamar la atención del público y entre los incentivos que atraen a la gente a las peleas callejeras clandestinas, los dos más fundamentales son el dinero y la búsqueda de atención. Para calificar para la pelea, los asistentes deben pasar por un proceso de registro. La pelea es entre dos solicitantes emparejados aleatoriamente cuya identidad se mantendrá hasta el día del emparejamiento o entre dos asistentes con conflictos no resueltos. A veces, puede ser entre dos luchadores que desean comenzar su carrera en MMA y que son emparejados justo en el lugar de registro. Los asistentes deben cumplir con las reglas establecidas por el club y el precio de la subvención normalmente se otorga únicamente al ganador, pero a veces se puede pagar a ambas personas. El club se financia con entradas vendidas al público por cantidades no reveladas y es posible que el público tenga que pasar por un control de seguridad en busca de armas, ya que no está permitido entrar al recinto. En varias ocasiones, el público apuesta por el resultado de la pelea, particularmente, hace su apuesta a uno de los asistentes que espera ganar con la esperanza de un retorno digno. La pelea dura tres asaltos, a veces se lleva a cabo un asalto adicional porque la provocación de la multitud alimenta la combatividad de los asistentes.

## Peleas de bar
Una pelea de bar, a veces conocida como pelea de pub, es un tipo de pelea callejera que ocurre en bares, pubs, y tabernas. Se representa comúnmente en la ficción, sobre todo en películas de Hollywood y videojuegos policiales.

## Luchadores callejeros muy notables
- Bruce Lee: Lee era conocido por participar en peleas callejeras antes de comenzar a entrenar en artes marciales, y continuó peleando en peleas callejeras mientras entrenaba. Desafió a estudiantes de escuelas rivales, realizó entrenamiento cruzado en varias disciplinas y, finalmente, desarrolló el arte marcial híbrido del jeet kune do.[24]
- Chuck Wepner: boxeador profesional retirado. Alguna vez fue un luchador callejero y participó en múltiples peleas callejeras desde muy joven.[7]
- Haku: Luchador profesional con una temible reputación de pelea callejera y resistirse al arresto policíaco.
- Ken Shamrock: Participó en peleas callejeras pagadas mientras era luchador profesional antes de su carrera en artes marciales mixtas (MMA).[25]
- Tank Abbott: Participó en muchas peleas callejeras antes de comenzar su carrera profesional en la Ultimate Fighting Championship (UFC).
- Josh Barnett: El ex campeón de peso pesado de UFC, Barnett, participó en peleas callejeras que organizó en línea antes de su carrera profesional en la MMA.[26]
- Kimbo Slice: Comenzó su carrera participando en peleas callejeras y obtuvo reconocimiento público después de que imágenes de él derrotando a sus oponentes se volvieran virales en Internet.[27] En su primera pelea grabada contra un hombre llamado Big D, Ferguson dejó un gran corte en el ojo derecho de su oponente que llevó a los fanáticos de Internet a llamarlo "Slice", convirtiéndose en el apellido de su ya popular apodo infantil, Kimbo.[27][28]
- Jorge Masvidal: Era un conocido luchador callejero antes de su carrera profesional en MMA, incluyendo pelear y vencer a "Ray", el protegido de Kimbo Slice.[29]
- Eddie Alvarez: El ex campeón de peso ligero de UFC, Alvarez, participó en peleas callejeras debido a la falta de oportunidades antes de su carrera profesional.[29]
- Nate Diaz: Ha participado en varias peleas callejeras durante su carrera de lucha libre profesional.
- Lenny McLean: boxeador, portero, guardaespaldas, empresario y actor inglés sin licencia. Era conocido como "El Guv'nor", "el Rey de los Adoquines" y "el hombre más duro de Gran Bretaña".[30]